# Desnjak
Desnjak – wieś w Słowenii, w gminie Ljutomer. W 2018 roku liczyła 132 mieszkańców.